# 达默纳
达默纳（英語：Damona）高卢神话女性神祇之一。长期盛行于高卢等历史地区。其事迹反映于相关之铭文等文物中，具有重要地影响与积极意义。